# Julia Gillard
Julia Eileen Gillard (Barry, Reino Unido, 29 de setembro de 1961) é uma política australiana, que se tornou notória por ser a primeira mulher a ocupar o cargo de primeira-ministra do seu país, líder do Partido Trabalhista Australiano entre 2010 e 2013.

## Biografia
Assumiu o cargo em 24 de junho de 2010 depois de uma disputa pela liderança do Partido Trabalhista.
Dos primeiros ministros da Austrália, Gillard é a primeira mulher, a primeira nascida fora da Austrália (politicamente, não pode considerar-se Estrangeiro, quando é originária de um mesmo conjunto de países com o mesmo Chefe-de-Estado), desde Billy Hughes e a primeira solteira.
Licenciou-se em Letras e Direito em 1986 e tornou-se advogada com a sociedade Slater & Gordon, em Werribee, na área dos Direitos de Autor, sendo admitida aos 29 anos como sócia.
Iniciou-se na política no segundo ano da Universidade de Adelaide onde se juntou à Associação Trabalhista e se envolveu numa campanha contra os cortes orçamentais na educação.
Em 1983 tornou-se a segunda mulher a liderar a Associação de Estudantes Australianos.
Em 1998 foi eleita deputada pelo círculo de Lalor, e entre 2001 e 2003 foi "Ministra Sombra" para a população e imigração e em 2003 acumulou também a pasta da reconciliação e assuntos dos indígenas.
Em 2007, concorreu como vice-primeira ministra na chapa do trabalhista Kevin Rudd. Três anos mais tarde, foi a primeira mulher eleita premiê de seu país. Em meados de 2013, com a popularidade em declínio, submeteu sua liderança a uma votação dentro do próprio partido e acabou perdendo. Ela oficialmente renunciou ao cargo em 26 de junho. O cargo então passou para o seu antecessor, Kevin Rudd.

## Honras e reconhecimentos
- Doctor of the University, honoris causa da Victoria University  Austrália (2014)[6]
- É uma das 100 Mulheres da lista da BBC de 2018.[7]